# Premier League 2021-2022
La Premier League 2021-2022 è stata la 123ª edizione della massima divisione del campionato inglese di calcio, nonché la trentesima della Premier League. La stagione è iniziata il 13 agosto 2021 ed è terminata il 22 maggio 2022.
Il campionato è stato vinto dal Manchester City, che si è aggiudicato il titolo nazionale per l'ottava volta, il secondo consecutivo e sesta volta nell'era di Premier League.

## Stagione

### Formula
Per la quinta stagione consecutiva accedono alla fase a gironi della UEFA Champions League 2022-2023 le prime quattro classificate. Accedono alla fase a gironi della UEFA Europa League 2022-2023 la 5ª squadra classificata e la vincente della FA Cup; la vincente della League Cup accede agli spareggi della UEFA Europa Conference League 2022-2023. Nel caso in cui le vincenti delle due coppe nazionali siano già qualificate alle coppe europee tramite il campionato, al loro posto si qualificheranno la 6ª in campionato alla UEFA Europa League ed eventualmente la 7ª alla UEFA Europa Conference League. Le ultime tre squadre classificate retrocedono in Championship.

### Calciomercato

#### Sessione estiva

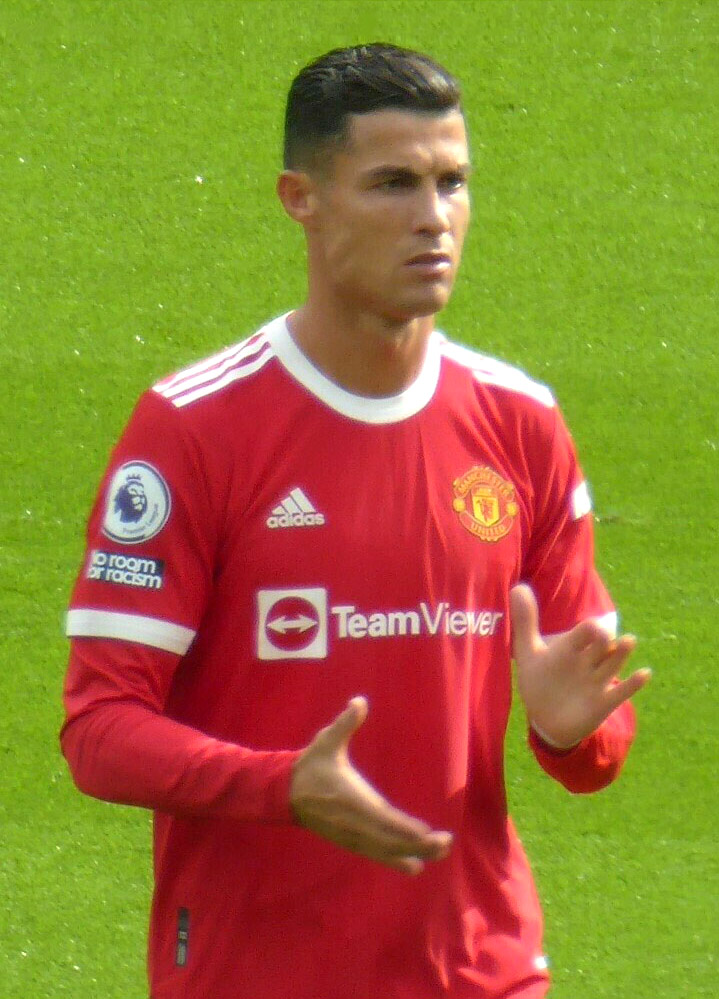
Il portoghese Cristiano Ronaldo fa ritorno al a dodici anni dalla prima esperienza con i Red Devils, ma deve accontentarsi del sesto posto finale.

Il Manchester City, dopo la vittoria del campionato nella stagione precedente, si rinforza ancora e mette a segno l'acquisto più costoso nella sua storia nonché in quella del calcio inglese: i Citizens, infatti, ingaggiano l'attaccante Grealish dall'Aston Villa per 117 milioni di euro. A salutare i campioni d'Inghilterra in carica sono García e Agüero, che si accasano al Barcellona da svincolati, oltre all'attaccante Harrison, ceduto al Leeds Utd. I rivali cittadini del Manchester Utd, una tra le antagoniste più accreditate per la vittoria del titolo, rispondono con un'ingente campagna di rafforzamento: a centrocampo arriva Sancho, acquistato dal Borussia Dortmund per 85 milioni di euro mentre in difesa il rinforzo è Varane, acquistato dal Real Madrid per 40 milioni di euro A fine agosto i Red Devils annunciano una delle operazioni più rilevanti del mercato estivo a livello mondiale: dopo dodici anni, il portoghese Cristiano Ronaldo fa ritorno al Manchester United, che lo acquista dalla Juventus per 15 milioni di euro più bonus. A completare la rosa arriva l'esperto portiere Heaton, svincolato dopo l'ultima stagione all'Aston Villa. Lasciano il difensore Williams, prestato al Norwich City, e l'attaccante James, ceduto al Leeds Utd, oltre al portiere Romero, che resta svincolato.

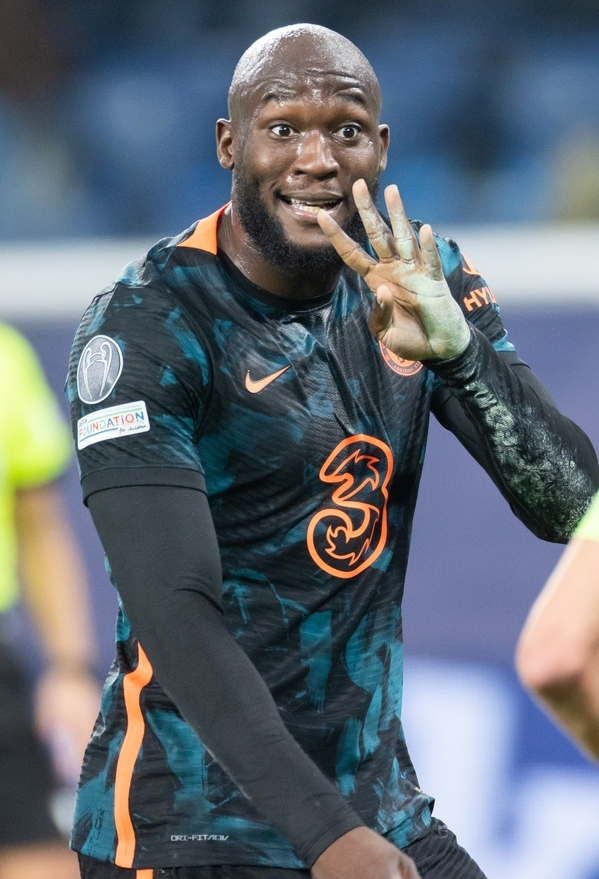
Il belga Romelu Lukaku torna a vestire la maglia del dopo otto anni: i Blues finiscono terzi

Il Liverpool acquista il difensore Konaté dal RB Lipsia per 40 milioni di euro, ma deve fare i conti con la partenza di Wijnaldum, che non rinnova il contratto in scadenza con i Reds e si accasa al Paris Saint-Germain. Salutano pure il centrocampista Shaqiri e l'attaccante Wilson, ceduti rispettivamente all'Olympique Lione e al Fulham. I campioni d'Europa in carica del Chelsea non lesinano sforzi sul mercato: i Blues acquistano il centravanti Lukaku dall'Inter 115 milioni di euro, facendone l'acquisto più costoso nella loro storia. Per rinforzare il centrocampo, arriva in prestito lo spagnolo Saúl dall'Atlético Madrid. In uscita, oltre al terzo portiere Caballero (sostituito da Bettinelli), si registrano le partenze dei centravanti Giroud e Abraham, ceduti rispettivamente a Milan e Roma, e quelle dei difensori Zouma e Palmieri, che si trasferiscono al West Ham Utd e all'Olympique Lione.
Il Leicester City prende il centravanti Daka dal Salisburgo per 30 milioni di euro e rinforza ulteriormente la rosa con gli acquisti del centrocampista Soumaré dal Lilla e dei difensori Bertrand e Vestergaard dal Southampton. Salutano due giocatori di lungo corso delle Foxes come Morgan e Fuchs, oltre a Ghezzal e Praet, ceduti rispettivamente al Beşiktaş e al Torino. Il West Ham Utd, oltre al già citato Zouma, acquista il centrocampista Vlašić dal CSKA Mosca, il difensore Dawson dal Watford e il portiere Areola dal Paris Saint-Germain. A lasciare gli Hammers sono il difensore Balbuena e l'attaccante Felipe Anderson, che fa ritorno alla Lazio.
Il Tottenham opera un ampio rinnovamento della rosa: in entrata, gli Spurs acquistano il portiere Gollini dall'Atalanta e il difensore Romero, sempre dalla stessa squadra, il difensore Emerson Royal dal Barcellona e l'attaccante Gil dal Siviglia. In uscita, salutano il portiere Hart, i difensori Alderweireld, Aurier e Rose, il centrocampista Sissoko e gli attaccanti Bale, Lamela e Carlos Vinícius. Anche l'Arsenal rinnova la rosa con un'ingente campagna acquisti: i Gunners acquistano il difensore White dal Brighton per 58,5 milioni di euro e si rinforzano ulteriormente con il portiere Ramsdale dallo Sheffield Utd, i difensori Tavares e Tomiyasu, rispettivamente dal Benfica e dal Bologna, e il centrocampista Lokonga dall'Anderlecht. A lasciare il club sono il portiere Rúnarsson, i difensori Bellerín e David Luiz, i centrocampisti Ceballos e Willock (che va al Newcastle Utd) e gli attaccanti Nelson e Willian.
Tra le altre, l'Aston Villa reinveste il ricavato della cessione di Grelish e acquista gli attaccanti Buendía dal Norwich City, Bailey dal Bayer Leverkusen e Ings dal Southampton. Il Crystal Palace prende i difensori Guehi e Andersen, rispettivamente dal Chelsea e dall'Olympique Lione, e il centravanti Edouard, dal Celtic. Il Leeds Utd, oltre a Harrison e James, acquista il difensore Firpo dal Barcellona.

#### Sessione invernale
Nella sessione invernale di calciomercato, è il Liverpool a piazzare il colpo più importante, acquistando l'attaccante colombiano Díaz dal Porto. Il Manchester City invece cede l'attaccante Torres al Barcellona, e pensa al futuro acquistando l'argentino Álvarez dal River Plate, prestandolo poi contestualmente agli stessi argentini. Se il Manchester Utd si limita a movimenti minori, il Tottenham si muove sia in entrata che in uscita: gli Spurs prendono il centrocampista Bentancur e l'attaccante Kulusevski dalla Juventus, lasciando partire Ndombele all'Olympique Lione, Lo Celso al Villarreal e Alli all'Everton. I Toffees prendono pure il centrocampista Van de Beek dal Manchester Utd e il difensore Mykolenko dalla Dinamo Kiev, mentre l'Aston Villa acquista il centrocampista Coutinho dal Barcellona e il difensore Digne dall'Everton. Il Brentford ingaggia il centrocampista svincolato Eriksen.
Nella parte bassa della classifica, il Newcastle United opera un'ingente campagna di rafforzamento: i Magpies acquistano i difensori Burn dal Brighton e Trippier dall'Atletico Madrid, il centrocampista Bruno Guimarães dall'Olympique Lione, e l'attaccante Wood dai diretti rivali del Burnley. I Clarets per sostituire il neozelandese prendono Weghorst dal Wolfsburg.

### Avvenimenti

#### Girone di andata

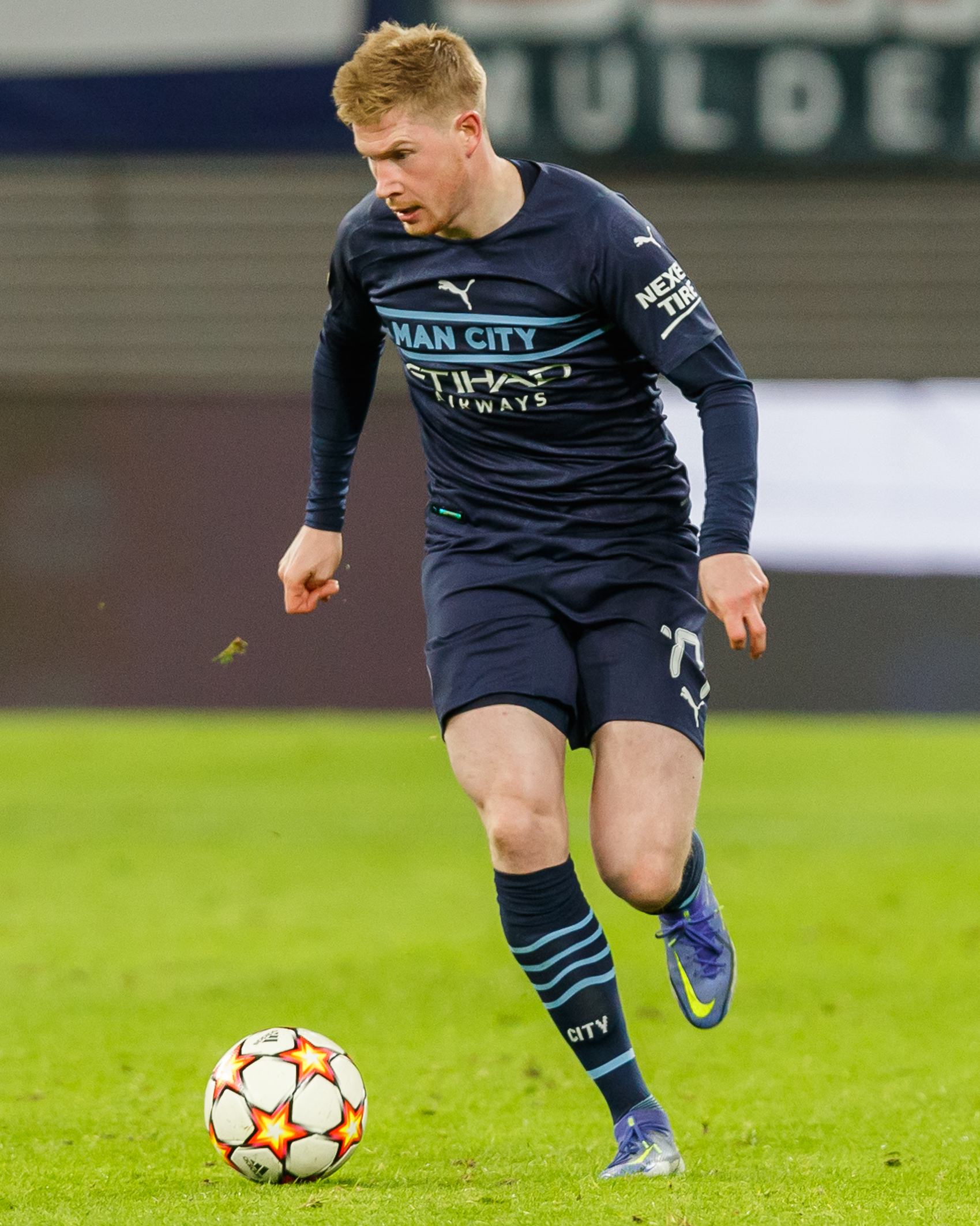
Kevin De Bruyne, leader del campione d'Inghilterra e miglior giocatore del campionato.

L'avvio di campionato fa registrare l'ottima partenza del Tottenham del nuovo allenatore Espírito Santo, che, dopo aver battuto all'esordio i campioni in carica del Manchester City, fa bottino pieno nelle due gare successive e si prende la vetta solitaria della classifica. A segnalarsi in negativo è l'Arsenal, che nei primi tre turni raccoglie altrettante sconfitte. Nelle giornate successive gli Spurs accusano una flessione di risultati, perdendo contatto con la testa della graduatoria: alla 6ª giornata è il Liverpool a guadagnare il primato solitario della classifica, inseguito dalla due squadre di Manchester, dal Chelsea e dalle rivelazioni Brighton ed Everton. Nel 7º turno Liverpool e Manchester City pareggiano con uno spettacolare 2-2 nello scontro diretto, venendo scavalcate dal Chelsea, che vince e si prende la prima posizione solitaria. I Blues, pur avendo raccolto un solo punto con Liverpool e Manchester City (affrontate rispettivamente alla 3ª e alla 6ª giornata), ottengono cinque vittorie e due pareggi nelle successive sette gare. Nel 15º turno il Chelsea viene battuto dall'ottimo West Ham Utd di inizio stagione e si vede superato da Liverpool e Manchester City, con i Citizens che salgono da soli al primo posto in classifica. Nel frattempo Tottenham e Manchester Utd, protagoniste di un avvio di stagione inferiore alle attese, optano per un cambio di guida tecnica: gli Spurs esonerano Espírito Santo dopo la 10ª giornata e chiamano in panchina Conte; i Red Devils congedano Solskjær al termine della 12ª giornata e, dopo un breve interregno di Carrick durato due turni, si affidano a Rangnick.
Il girone d'andata si chiude con il Manchester City in testa, seguito dalla coppia formata da Liverpool e Chelsea. Al quarto posto c'è l'Arsenal, protagonista di una prepotente risalita in classifica dopo il brutto avvio di stagione. La lotta per le posizioni che valgono l'accesso alle coppe europee, condizionata nel mese di dicembre da numerosi rinvii a causa della pandemia di COVID-19 nel Regno Unito, vede coinvolte anche Tottenham, West Ham Utd, Manchester Utd e Wolverhampton. Nella parte bassa della graduatoria, ad occupare le ultime tre posizioni al giro di boa del campionato sono Burnley, Newcastle Utd e Norwich City. I Magpies sono protagonisti in ottobre di uno storico cambio di proprietà: dopo quattordici anni di gestione Ashley, il Public Investment Fund, fondo sovrano dell'Arabia Saudita, rileva il club.

#### Girone di ritorno
L'inizio del girone di ritorno vede il Chelsea defilarsi progressivamente dalla corsa al titolo: gli uomini di Tuchel non riescono a reggere il passo del Manchester City e del Liverpool, pur mantenendo un vantaggio rassicurante sul quinto posto e di fatto assicurandosi una tranquilla qualificazione in Champions League. La squadra di Klopp infila una serie di 18 partite senza perdere, compreso lo scontro diretto con il Manchester City della 32ª giornata (terminato nuovamente per 2-2), e ricuce il distacco da quella di Guardiola fino a un punto alla vigilia dell'ultimo turno di campionato. Nell'ultima giornata il Manchester City batte l'Aston Villa in rimonta per 3-2, vanificando il contemporaneo successo del Liverpool sul Wolverhampton per 3-1 e laureandosi campione. Per i Citizens si tratta dell'ottavo titolo di campioni d'Inghilterra, nonché il sesto dall'istituzione della Premier League, mentre per il tecnico Guardiola è il quarto titolo in cinque anni. La lotta per il restante posto valido per la qualificazione in Champions League diventa, col passare dei mesi, una lotta tutta londinese tra Arsenal e Tottenham: nel recupero della 22ª giornata, disputato a due giornate dal termine del torneo, gli Spurs battono nettamente i Gunners per 3-0, per poi superarli al penultimo turno. L'ultima giornata certifica il ritorno in Champions League della squadra di Conte, che può festeggiare anche la vittoria nella classifica marcatori del suo attaccante Son, capocannoniere del torneo a pari merito con l'attaccante del Liverpool Salah. Deludente la stagione del Manchester Utd, che chiude staccato al sesto posto e deve accontentarsi della qualificazione in Europa League, mentre è il West Ham Utd a guadagnarsi l'accesso all'Europa Conference League.
Sul fondo della graduatoria, Norwich City e Watford si staccano progressivamente dal resto delle squadre in lotta per la salvezza e retrocedono rispettivamente con tre e due giornate d'anticipo sulla fine del torneo. Se il Newcastle Utd del subentrato Howe, dopo aver operato un'ingente campagna di rafforzamento nel mercato invernale, si risolleva dal fondo della classifica e si salva agevolmente, l'Everton e il Leeds Utd evidenziano grandi difficoltà nel girone di ritorno e finiscono per restare invischiate nella lotta per non retrocedere. Entrambe le squadre optano per un cambio di guida tecnica, con Benítez e Bielsa sostituiti rispettivamente da Lampard e Marsch, ma la corsa alla salvezza, che coinvolge anche il Burnley, si risolve solo nelle ultime giornate: i Toffees si impongono per 3-2 in rimonta sul Crystal Palace alla 37ª giornata e blindano la permanenza in massima serie con una giornata d'anticipo. All'ultimo turno i Whites vincono sul campo del Brentford per 2-1 e sorpassano i Clarets, sconfitti in casa dal Newcastle Utd per 1-2 e condannati alla retrocessione dopo sei stagioni in Premier League, nonostante l'esonero di Dyche nel tentativo di risollevare la situazione di classifica.

## Squadre partecipanti
| Squadra         | Stagione | Città                         | Stadio                      | Stagione precedente                                                |
| --------------- | -------- | ----------------------------- | --------------------------- | ------------------------------------------------------------------ |
| Arsenal         | dettagli | Londra (Islington)            | Emirates Stadium            | 8º posto in Premier League                                         |
| Aston Villa     | dettagli | Birmingham                    | Villa Park                  | 11º posto in Premier League                                        |
| Brentford       | dettagli | Londra (Brentford)            | Brentford Community Stadium | 3º posto in Football League Championship, promosso dopo i play-off |
| Brighton        | dettagli | Brighton & Hove               | Falmer Stadium              | 16º posto in Premier League                                        |
| Burnley         | dettagli | Burnley                       | Turf Moor                   | 17º posto in Premier League                                        |
| Chelsea         | dettagli | Londra (Hammersmith e Fulham) | Stamford Bridge             | 4º posto in Premier League                                         |
| Crystal Palace  | dettagli | Londra (Croydon)              | Selhurst Park               | 14º posto in Premier League                                        |
| Everton         | dettagli | Liverpool                     | Goodison Park               | 10º posto in Premier League                                        |
| Leeds Utd       | dettagli | Leeds                         | Elland Road                 | 9º posto in Premier League                                         |
| Leicester City  | dettagli | Leicester                     | King Power Stadium          | 5º posto in Premier League                                         |
| Liverpool       | dettagli | Liverpool                     | Anfield                     | 3º posto in Premier League                                         |
| Manchester City | dettagli | Manchester                    | Etihad Stadium              | Campione d'Inghilterra                                             |
| Manchester Utd  | dettagli | Manchester                    | Old Trafford                | 2º posto in Premier League                                         |
| Newcastle Utd   | dettagli | Newcastle upon Tyne           | St James' Park              | 12º posto in Premier League                                        |
| Norwich City    | dettagli | Norwich                       | Carrow Road                 | 1º posto in Football League Championship, promosso                 |
| Southampton     | dettagli | Southampton                   | St. Mary's Stadium          | 15º posto in Premier League                                        |
| Tottenham       | dettagli | Londra (Tottenham)            | Tottenham Hotspur Stadium   | 7º posto in Premier League                                         |
| Watford         | dettagli | Watford                       | Vicarage Road               | 2º posto in Football League Championship, promosso                 |
| West Ham Utd    | dettagli | Londra (Stratford)            | London Stadium              | 6º posto in Premier League                                         |
| Wolverhampton   | dettagli | Wolverhampton                 | Molineux Stadium            | 13º posto in Premier League                                        |

## Allenatori e primatisti
| Squadra         | Allenatore                                                                     | Calciatore più presente              | Cannoniere                        |
| --------------- | ------------------------------------------------------------------------------ | ------------------------------------ | --------------------------------- |
| Arsenal         | Mikel Arteta                                                                   | Bukayo Saka (38)                     | Bukayo Saka (11)                  |
| Aston Villa     | Dean Smith (1ª-11ª) Steven Gerrard (12ª-38ª)                                   | Matty Cash (38)                      | Ollie Watkins (11)                |
| Brentford       | Thomas Frank                                                                   | Pontus Jansson (37)                  | Ivan Toney (12)                   |
| Brighton        | Graham Potter                                                                  | Robert Sánchez (37)                  | Neal Maupay, Leandro Trossard (8) |
| Burnley         | Sean Dyche (1ª-31ª) Mike Jackson (32ª-38ª)                                     | Dwight McNeil (38)                   | Maxwel Cornet (9)                 |
| Chelsea         | Thomas Tuchel                                                                  | Edouard Mendy, Antonio Rüdiger (34)  | Mason Mount (11)                  |
| Crystal Palace  | Patrick Vieira                                                                 | Marc Guéhi, Tyrick Mitchell (36)     | Wilfried Zaha (14)                |
| Everton         | Rafael Benítez (1ª-22ª) Duncan Ferguson (23ª) Frank Lampard (24ª-38ª)          | Anthony Gordon, Jordan Pickford (35) | Richarlison (10)                  |
| Leeds Utd       | Marcelo Bielsa (1ª-27ª) Jesse Marsch (28ª-38ª)                                 | Illan Meslier (38)                   | Raphinha (11)                     |
| Leicester City  | Brendan Rodgers                                                                | Kasper Schmeichel (37)               | Jamie Vardy (15)                  |
| Liverpool       | Jürgen Klopp                                                                   | Alisson (36)                         | Mohamed Salah (23)                |
| Manchester City | Josep Guardiola                                                                | Ederson (37)                         | Kevin De Bruyne (15)              |
| Manchester Utd  | Ole Gunnar Solskjær (1ª-12ª) Michael Carrick (13ª-14ª) Ralf Rangnick (15ª-38ª) | David de Gea (38)                    | Cristiano Ronaldo (18)            |
| Newcastle Utd   | Steve Bruce (1ª-8ª) Graeme Jones (9ª-11ª) Eddie Howe (12ª-38ª)                 | Joelinton, Allan Saint-Maximin (35)  | Callum Wilson (8)                 |
| Norwich City    | Daniel Farke (1ª-11ª) Dean Smith (12ª-38ª)                                     | Teemu Pukki (37)                     | Teemu Pukki (11)                  |
| Southampton     | Ralph Hasenhüttl                                                               | Oriol Romeu, James Ward-Prowse (36)  | James Ward-Prowse (10)            |
| Tottenham       | Nuno Espírito Santo (1ª-10ª) Antonio Conte (11ª-38ª)                           | Hugo Lloris (38)                     | Son Heung-min (23)                |
| Watford         | Xisco (1ª-7ª) Claudio Ranieri (8ª-23ª) Roy Hodgson (24ª-38ª)                   | Moussa Sissoko (36)                  | Emmanuel Dennis (10)              |
| West Ham Utd    | David Moyes                                                                    | Łukasz Fabiański (37)                | Jarrod Bowen (12)                 |
| Wolverhampton   | Bruno Lage                                                                     | Conor Coady (38)                     | Raúl Jiménez (6)                  |

## Classifica finale
|  | Pos. | Squadra         | Pt | G  | V  | N  | P  | GF | GS | DR  |
|  | ---- | --------------- | -- | -- | -- | -- | -- | -- | -- | --- |
|  | 1.   | Manchester City | 93 | 38 | 29 | 6  | 3  | 99 | 26 | +73 |
|  | 2.   | Liverpool       | 92 | 38 | 28 | 8  | 2  | 94 | 26 | +68 |
|  | 3.   | Chelsea         | 74 | 38 | 21 | 11 | 6  | 76 | 33 | +43 |
|  | 4.   | Tottenham       | 71 | 38 | 22 | 5  | 11 | 69 | 40 | +29 |
|  | 5.   | Arsenal         | 69 | 38 | 22 | 3  | 13 | 61 | 48 | +13 |
|  | 6.   | Manchester Utd  | 58 | 38 | 16 | 10 | 12 | 57 | 57 | 0   |
|  | 7.   | West Ham Utd    | 56 | 38 | 16 | 8  | 14 | 60 | 51 | +9  |
|  | 8.   | Leicester City  | 52 | 38 | 14 | 10 | 14 | 62 | 59 | +3  |
|  | 9.   | Brighton        | 51 | 38 | 12 | 15 | 11 | 42 | 44 | -2  |
|  | 10.  | Wolverhampton   | 51 | 38 | 15 | 6  | 17 | 38 | 43 | -5  |
|  | 11.  | Newcastle Utd   | 49 | 38 | 13 | 10 | 15 | 44 | 62 | -18 |
|  | 12.  | Crystal Palace  | 48 | 38 | 11 | 15 | 12 | 50 | 46 | +4  |
|  | 13.  | Brentford       | 46 | 38 | 13 | 7  | 18 | 48 | 56 | -8  |
|  | 14.  | Aston Villa     | 45 | 38 | 13 | 6  | 19 | 52 | 54 | -2  |
|  | 15.  | Southampton     | 40 | 38 | 9  | 13 | 16 | 43 | 67 | -24 |
|  | 16.  | Everton         | 39 | 38 | 11 | 6  | 21 | 43 | 66 | -23 |
|  | 17.  | Leeds Utd       | 38 | 38 | 9  | 11 | 18 | 42 | 79 | -37 |
|  | 18.  | Burnley         | 35 | 38 | 7  | 14 | 17 | 34 | 53 | -19 |
|  | 19.  | Watford         | 23 | 38 | 6  | 5  | 27 | 34 | 77 | -43 |
|  | 20.  | Norwich City    | 22 | 38 | 5  | 7  | 26 | 23 | 84 | -61 |

Legenda:
      Campione d'Inghilterra e ammessa alla fase a gironi della  UEFA Champions League 2022-2023
      Ammesse alla fase a gironi della UEFA Champions League 2022-2023
      Ammesse alla fase a gironi della  UEFA Europa League 2022-2023
      Ammessa agli spareggi della  UEFA Conference League 2022-2023
      Retrocesse in  Football League Championship 2022-2023
Regolamento:
Tre punti per la vittoria, uno per il pareggio, zero per la sconfitta.

### Squadra campione
| Formazione tipo (4-3-3) | Giocatori (presenze)        |
| --- | --------------------------- |
| Ederson Dias Laporte Walker Cancelo B. Silva De Bruyne Rodri Grealish Sterling Foden | Ederson (37)                |
| Ederson Dias Laporte Walker Cancelo B. Silva De Bruyne Rodri Grealish Sterling Foden | Kyle Walker (20)            |
| Ederson Dias Laporte Walker Cancelo B. Silva De Bruyne Rodri Grealish Sterling Foden | Rúben Dias (29)             |
| Ederson Dias Laporte Walker Cancelo B. Silva De Bruyne Rodri Grealish Sterling Foden | Aymeric Laporte (33)        |
| Ederson Dias Laporte Walker Cancelo B. Silva De Bruyne Rodri Grealish Sterling Foden | João Cancelo (36)           |
| Ederson Dias Laporte Walker Cancelo B. Silva De Bruyne Rodri Grealish Sterling Foden | Rodri (33)                  |
| Ederson Dias Laporte Walker Cancelo B. Silva De Bruyne Rodri Grealish Sterling Foden | Bernardo Silva (35)         |
| Ederson Dias Laporte Walker Cancelo B. Silva De Bruyne Rodri Grealish Sterling Foden | Kevin De Bruyne (30)        |
| Ederson Dias Laporte Walker Cancelo B. Silva De Bruyne Rodri Grealish Sterling Foden | Raheem Sterling (30)        |
| Ederson Dias Laporte Walker Cancelo B. Silva De Bruyne Rodri Grealish Sterling Foden | Phil Foden (28)             |
| Ederson Dias Laporte Walker Cancelo B. Silva De Bruyne Rodri Grealish Sterling Foden | Jack Grealish (26)          |
| Ederson Dias Laporte Walker Cancelo B. Silva De Bruyne Rodri Grealish Sterling Foden | Allenatore: Josep Guardiola |
| Altri giocatori: Gabriel Jesus (28), Riyad Mahrez (28), Ilkay Gündogan (27), Fernandinho (19), Oleksandr Zinchenko (15), Nathan Aké (14), John Stones (14), Cole Palmer (4), Ferrán Torres (4), James McAtee (2), Liam Delap (1), Conrad Jonathan Egan-Riley (1), Kayky (1), Benjamin Mendy (1), Zack Steffen (1). |                             |

## Risultati

### Tabellone
Ogni riga indica i risultati casalinghi della squadra segnata a inizio della riga, contro le squadre segnate colonna per colonna (che invece avranno giocato l'incontro in trasferta). Al contrario, leggendo la colonna di una squadra si avranno i risultati ottenuti dalla stessa in trasferta, contro le squadre segnate in ogni riga, che invece avranno giocato l'incontro in casa.
|                 | ARS  | ASV  | BRE  | BHA  | BUR  | CHE  | CRY  | EVE  | LEE  | LEI  | LIV  | MCI  | MUN  | NEW  | NOR  | SOU  | TOT  | WAT  | WHU  | WOL  |
| --------------- | ---- | ---- | ---- | ---- | ---- | ---- | ---- | ---- | ---- | ---- | ---- | ---- | ---- | ---- | ---- | ---- | ---- | ---- | ---- | ---- |
| Arsenal         | –––– | 3-1  | 2-1  | 1-2  | 0-0  | 0-2  | 2-2  | 5-1  | 2-1  | 2-0  | 0-2  | 1-2  | 3-1  | 2-0  | 1-0  | 3-0  | 3-1  | 1-0  | 2-0  | 2-1  |
| Aston Villa     | 0-1  | –––– | 1-1  | 2-0  | 1-1  | 1-3  | 1-1  | 3-0  | 3-3  | 2-1  | 1-2  | 1-2  | 2-2  | 2-0  | 2-0  | 4-0  | 0-4  | 0-1  | 1-4  | 2-3  |
| Brentford       | 2-0  | 2-1  | –––– | 0-1  | 2-0  | 0-1  | 0-0  | 1-0  | 1-2  | 1-2  | 3-3  | 0-1  | 1-3  | 0-2  | 1-2  | 3-0  | 0-0  | 2-1  | 2-0  | 1-2  |
| Brighton        | 0-0  | 0-2  | 2-0  | –––– | 0-3  | 1-1  | 1-1  | 0-2  | 0-0  | 2-1  | 0-2  | 1-4  | 4-0  | 1-1  | 0-0  | 2-2  | 0-2  | 2-0  | 3-1  | 0-1  |
| Burnley         | 0-1  | 1-3  | 3-1  | 1-2  | –––– | 0-4  | 3-3  | 3-2  | 1-1  | 0-2  | 0-1  | 0-2  | 1-1  | 1-2  | 0-0  | 2-0  | 1-0  | 0-0  | 0-0  | 1-0  |
| Chelsea         | 2-4  | 3-0  | 1-4  | 1-1  | 1-1  | –––– | 3-0  | 1-1  | 3-2  | 1-1  | 2-2  | 0-1  | 1-1  | 1-0  | 7-0  | 3-1  | 2-0  | 2-1  | 1-0  | 2-2  |
| Crystal Palace  | 3-0  | 1-2  | 0-0  | 1-1  | 1-1  | 0-1  | –––– | 3-1  | 0-0  | 2-2  | 1-3  | 0-0  | 1-0  | 1-1  | 3-0  | 2-2  | 3-0  | 1-0  | 2-3  | 2-0  |
| Everton         | 2-1  | 0-1  | 2-3  | 2-3  | 3-1  | 1-0  | 3-2  | –––– | 3-0  | 1-1  | 1-4  | 0-1  | 1-0  | 1-0  | 2-0  | 3-1  | 0-0  | 2-5  | 0-1  | 0-1  |
| Leeds           | 1-4  | 0-3  | 2-2  | 1-1  | 3-1  | 0-3  | 1-0  | 2-2  | –––– | 1-1  | 0-3  | 0-4  | 2-4  | 0-1  | 2-1  | 1-1  | 0-4  | 1-0  | 1-2  | 1-1  |
| Leicester City  | 0-2  | 0-0  | 2-1  | 1-1  | 2-2  | 0-3  | 2-1  | 1-2  | 1-0  | –––– | 1-0  | 0-1  | 4-2  | 4-0  | 3-0  | 4-1  | 2-3  | 4-2  | 2-2  | 1-0  |
| Liverpool       | 4-0  | 1-0  | 3-0  | 2-2  | 2-0  | 1-1  | 3-0  | 2-0  | 6-0  | 2-0  | –––– | 2-2  | 4-0  | 3-1  | 3-1  | 4-0  | 1-1  | 2-0  | 1-0  | 3-1  |
| Manchester City | 5-0  | 3-2  | 2-0  | 3-0  | 2-0  | 1-0  | 0-2  | 3-0  | 7-0  | 6-3  | 2-2  | –––– | 4-1  | 5-0  | 5-0  | 0-0  | 2-3  | 5-1  | 2-1  | 1-0  |
| Manchester Utd  | 3-2  | 0-1  | 3-0  | 2-0  | 3-1  | 1-1  | 1-0  | 1-1  | 5-1  | 1-1  | 0-5  | 0-2  | –––– | 4-1  | 3-2  | 1-1  | 3-2  | 0-0  | 1-0  | 0-1  |
| Newcastle Utd   | 2-0  | 1-0  | 3-3  | 2-1  | 1-0  | 0-3  | 1-0  | 3-1  | 1-1  | 2-1  | 0-1  | 0-4  | 1-1  | –––– | 1-1  | 2-2  | 2-3  | 1-1  | 2-4  | 1-0  |
| Norwich City    | 0-5  | 0-2  | 1-3  | 0-0  | 2-0  | 1-3  | 1-1  | 2-1  | 1-2  | 1-2  | 0-3  | 0-4  | 0-1  | 0-3  | –––– | 2-1  | 0-5  | 1-3  | 0-4  | 0-0  |
| Southampton     | 1-0  | 1-0  | 4-1  | 1-1  | 2-2  | 0-6  | 1-2  | 2-0  | 1-0  | 2-2  | 1-2  | 1-1  | 1-1  | 1-2  | 2-0  | –––– | 1-1  | 1-2  | 0-0  | 0-1  |
| Tottenham       | 3-0  | 2-1  | 2-0  | 0-1  | 1-0  | 0-3  | 3-0  | 5-0  | 2-1  | 3-1  | 2-2  | 1-0  | 0-3  | 5-1  | 3-0  | 2-3  | –––– | 1-0  | 3-1  | 0-2  |
| Watford         | 2-3  | 3-2  | 1-2  | 0-2  | 1-2  | 1-2  | 1-4  | 0-0  | 0-3  | 1-5  | 0-5  | 1-3  | 4-1  | 1-1  | 0-3  | 0-1  | 0-1  | –––– | 1-4  | 0-2  |
| West Ham        | 1-2  | 2-1  | 1-2  | 1-1  | 1-1  | 3-2  | 2-2  | 2-1  | 2-1  | 4-1  | 3-2  | 2-2  | 1-2  | 1-1  | 2-0  | 2-3  | 1-0  | 1-0  | –––– | 1-0  |
| Wolverhampton   | 0-1  | 2-1  | 0-2  | 0-3  | 0-0  | 0-0  | 0-2  | 2-1  | 2-3  | 2-1  | 0-1  | 1-5  | 0-1  | 2-1  | 1-1  | 3-1  | 0-1  | 4-0  | 1-0  | –––– |

### Calendario
Risultati della Premier League 2021-2022 sul sito ufficiale.

## Statistiche

### Squadre

#### Capoliste solitarie
|    | —— | ——  | —— | —— | ——  | ——      | ——      | ——      | ——      | ——      | ——      | ——      | ——      | ——              | ——              | ——              | ——              | ——              | ——              | ——              | ——              | ——              | ——              | ——              | ——              | ——              | ——              | ——              | ——              | ——              | ——              | ——              | ——              | ——              | ——              | ——              | ——              | —— |  |
|    |    | Tot |    |    | Liv | Chelsea | Chelsea | Chelsea | Chelsea | Chelsea | Chelsea | Chelsea | Chelsea | Manchester City | Manchester City | Manchester City | Manchester City | Manchester City | Manchester City | Manchester City | Manchester City | Manchester City | Manchester City | Manchester City | Manchester City | Manchester City | Manchester City | Manchester City | Manchester City | Manchester City | Manchester City | Manchester City | Manchester City | Manchester City | Manchester City | Manchester City | Manchester City |    |  |
|    |    |     |    |    |     |         |         |         |         |         |         |         |         |                 |                 |                 |                 |                 |                 |                 |                 |                 |                 |                 |                 |                 |                 |                 |                 |                 |                 |                 |                 |                 |                 |                 |                 |    |  |
|    |    |     |    |    |     |         |         |         |         |         |         |         |         |                 |                 |                 |                 |                 |                 |                 |                 |                 |                 |                 |                 |                 |                 |                 |                 |                 |                 |                 |                 |                 |                 |                 |                 |    |  |
| 1ª | 2ª | 3ª  | 4ª | 5ª | 6ª  | 7ª      | 8ª      | 9ª      | 10ª     | 11ª     | 12ª     | 13ª     | 14ª     | 15ª             | 16ª             | 17ª             | 18ª             | 19ª             | 20ª             | 21ª             | 22ª             | 23ª             | 24ª             | 25ª             | 26ª             | 27ª             | 28ª             | 29ª             | 30ª             | 31ª             | 32ª             | 33ª             | 34ª             | 35ª             | 36ª             | 37ª             | 38ª             |    |  |

#### Classifica in divenire
|                 | 1ª | 2ª | 3ª | 4ª | 5ª | 6ª | 7ª | 8ª | 9ª | 10ª | 11ª | 12ª | 13ª | 14ª | 15ª | 16ª | 17ª | 18ª | 19ª | 20ª | 21ª | 22ª | 23ª | 24ª | 25ª | 26ª | 27ª | 28ª | 29ª | 30ª | 31ª | 32ª | 33ª | 34ª | 35ª | 36ª | 37ª | 38ª |
|                 |    |    |    |    |    |    |    |    |    |     |     |     |     |     |     |     |     |     |     |     |     |     |     |     |     |     |     |     |     |     |     |     |     |     |     |     |     |     |
| --------------- | -- | -- | -- | -- | -- | -- | -- | -- | -- | --- | --- | --- | --- | --- | --- | --- | --- | --- | --- | --- | --- | --- | --- | --- | --- | --- | --- | --- | --- | --- | --- | --- | --- | --- | --- | --- | --- | --- |
| Arsenal         | 0  | 0  | 0  | 3  | 6  | 9  | 10 | 11 | 14 | 17  | 20  | 20  | 23  | 23  | 23  | 26  | 29  | 32  | 35  | 35* | 35  | 35  | 36  | 39  | 39* | 42  | 45  | 48  | 51  | 54  | 54  | 54  | 54  | 60* | 63  | 66  | 66  | 69  |
| Aston Villa     | 0  | 3  | 4  | 4  | 7  | 10 | 10 | 10 | 10 | 10  | 10  | 13  | 16  | 16  | 19  | 19  | 22  | 22* | 22  | 22* | 22  | 23  | 26  | 27  | 27  | 27  | 30  | 33  | 36* | 36  | 36  | 36  | 36  | 37  | 40  | 43  | 45  | 45* |
| Brentford       | 3  | 4  | 5  | 5  | 8  | 9  | 12 | 12 | 12 | 12  | 12  | 13  | 16  | 16  | 17  | 20  | 20  | 20  | 20  | 20  | 23  | 23  | 23  | 23  | 24  | 24  | 24  | 27  | 30  | 30  | 33  | 36  | 39  | 40  | 40  | 43  | 46  | 46  |
| Brighton        | 3  | 6  | 6  | 9  | 12 | 13 | 14 | 15 | 15 | 16  | 17  | 17  | 18  | 19  | 20  | 20  | 20  | 20  | 23  | 24  | 27  | 28  | 30* | 30* | 33  | 33  | 33  | 33  | 33  | 33  | 34  | 37  | 40  | 41  | 44  | 47  | 48  | 51  |
| Burnley         | 0  | 0  | 1  | 1  | 1  | 2  | 3  | 3  | 4  | 7   | 8   | 9   | 9*  | 10  | 10  | 11  | 11* | 11* | 11* | 11  | 11  | 11  | 12  | 14* | 14  | 17  | 21* | 21  | 21  | 21* | 21  | 24* | 25  | 31* | 34  | 34  | 34  | 35* |
| Chelsea         | 3  | 6  | 7  | 10 | 13 | 13 | 16 | 19 | 22 | 25  | 26  | 29  | 30  | 33  | 33  | 36  | 37  | 38  | 41  | 42  | 43  | 43  | 47* | 47* | 47  | 50  | 50* | 53  | 59* | 59* | 59  | 62  | 62* | 65  | 66* | 67  | 70* | 74* |
| Crystal Palace  | 0  | 1  | 2  | 5  | 5  | 6  | 7  | 8  | 9  | 12  | 15  | 16  | 16  | 16  | 16  | 19  | 20  | 20* | 20  | 23  | 23  | 24  | 24  | 25  | 26  | 26  | 30* | 33  | 34  | 34  | 37  | 37  | 37  | 38  | 41  | 44  | 45  | 48  |
| Everton         | 3  | 4  | 7  | 10 | 10 | 13 | 14 | 14 | 14 | 14  | 15  | 15  | 15  | 15  | 18  | 18  | 19  | 19* | 19  | 19* | 19  | 19  | 19  | 19  | 22  | 22  | 22  | 22  | 22  | 25* | 25  | 28  | 28* | 29* | 32  | 35  | 36* | 39* |
| Leeds           | 0  | 1  | 2  | 2  | 3  | 3  | 6  | 6  | 7  | 10  | 11  | 11  | 12  | 15  | 16  | 16  | 16  | 16  | 16  | 16  | 19  | 22  | 22  | 23  | 23  | 23  | 23  | 23  | 26  | 29  | 30  | 33  | 33  | 34  | 34  | 34  | 35  | 38  |
| Leicester City  | 3  | 3  | 6  | 6  | 6  | 7  | 8  | 11 | 14 | 14  | 15  | 15  | 18  | 19  | 19  | 22  | 22  | 22* | 22  | 25  | 25* | 25* | 26  | 26  | 27  | 27  | 27* | 33* | 33  | 36  | 37  | 40  | 40  | 42* | 42  | 42  | 48* | 52* |
| Liverpool       | 3  | 6  | 7  | 10 | 13 | 14 | 15 | 18 | 21 | 22  | 22  | 25  | 28  | 31  | 34  | 37  | 40  | 41  | 41* | 41  | 42  | 45  | 48  | 51  | 54  | 57  | 60* | 63  | 66  | 69* | 72  | 73  | 73* | 79* | 82  | 83  | 89* | 92  |
| Manchester City | 0  | 3  | 6  | 9  | 10 | 13 | 14 | 17 | 20 | 20  | 23  | 26  | 29  | 32  | 35  | 38  | 41  | 44  | 47  | 50  | 53  | 56  | 57  | 60  | 63  | 63  | 66  | 69  | 70  | 70* | 73  | 74  | 74* | 80* | 83  | 86  | 90* | 93  |
| Manchester Utd  | 3  | 4  | 7  | 10 | 13 | 13 | 14 | 14 | 14 | 17  | 17  | 17  | 18  | 21  | 24  | 27  | 27* | 27* | 28  | 31  | 31  | 32  | 38* | 39  | 40  | 46* | 47  | 47  | 50  | 50  | 51  | 51  | 54  | 54  | 58* | 58  | 58* | 58  |
| Newcastle Utd   | 0  | 0  | 1  | 1  | 2  | 3  | 3  | 3  | 4  | 4   | 5   | 6   | 6   | 7   | 10  | 10  | 10  | 10  | 11  | 11  | 11* | 12  | 15  | 18  | 21  | 22  | 25  | 28  | 31* | 31* | 31  | 34  | 37  | 43* | 43  | 43  | 46  | 49  |
| Norwich City    | 0  | 0  | 0  | 0  | 0  | 0  | 1  | 2  | 2  | 2   | 5   | 8   | 9   | 10  | 10  | 10  | 10  | 10  | 10  | 10  | 10  | 13  | 16  | 17  | 17  | 17  | 17  | 17  | 17  | 17  | 18  | 21  | 21  | 21  | 21  | 21  | 22  | 22  |
| Southampton     | 0  | 1  | 2  | 3  | 4  | 4  | 4  | 7  | 8  | 11  | 14  | 14  | 14  | 15  | 16  | 16  | 17  | 17* | 20  | 21  | 21  | 24* | 25  | 28  | 29  | 32  | 35  | 35  | 35  | 35  | 36  | 36  | 39  | 40  | 40  | 40  | 40  | 40  |
| Tottenham       | 3  | 6  | 9  | 9  | 9  | 9  | 12 | 15 | 15 | 15  | 16  | 19  | 19  | 22  | 25  | 25* | 25* | 26  | 29  | 30  | 33  | 33* | 36* | 36  | 36  | 39  | 42  | 45  | 45  | 51* | 54  | 57  | 57  | 58  | 61  | 62  | 68* | 71  |
| Watford         | 3  | 3  | 3  | 3  | 6  | 7  | 7  | 7  | 10 | 10  | 10  | 13  | 13  | 13  | 13  | 13  | 13* | 13  | 13  | 13  | 13  | 14  | 14  | 15* | 15  | 18  | 19  | 19  | 22  | 22* | 22  | 22  | 22  | 22  | 22  | 22  | 23* | 23  |
| West Ham Utd    | 3  | 6  | 7  | 8  | 8  | 11 | 11 | 14 | 17 | 20  | 23  | 23  | 23  | 24  | 27  | 28  | 28  | 28* | 28  | 31  | 34  | 37* | 37  | 40  | 41  | 42  | 45  | 45  | 48  | 48  | 51  | 51  | 52  | 52  | 52  | 55  | 56  | 56  |
| Wolverhampton   | 0  | 0  | 0  | 3  | 3  | 6  | 9  | 12 | 13 | 16  | 16  | 19  | 20  | 21  | 21  | 21  | 24  | 25  | 25* | 25  | 28  | 31  | 34  | 34  | 37  | 40  | 40  | 40  | 46* | 46  | 49  | 49  | 49  | 49  | 49  | 50  | 51  | 51  |

NOTA: l'asterisco indica che l'incontro è stato rinviato o sospeso ed è presente sia in corrispondenza del turno rinviato sia in corrispondenza del turno immediatamente successivo al recupero: esso serve a segnalare che, nella stessa giornata successiva al recupero, la formazione vincente dispone di un punteggio maggiore. L'asterisco non compare con la squadra che esce sconfitta dal recupero (né in corrispondenza del rinvio, né per il recupero stesso), invece è da usare con entrambe le squadre se il recupero termina con un pareggio: in caso di pareggio o vittoria nella partita del recupero, può comportare un incremento potenziale "anomalo" (cioè di 2 punti o superiore ai 3 punti) nella giornata seguente dove il punteggio terrà conto di entrambe le partite (quella recuperata nel turno precedente e quella regolarmente giocata nel turno successivo: pareggio-pareggio = 2 punti; pareggio-vittoria o vittoria-pareggio = 4 punti; vittoria-vittoria = 6 punti).

#### Primati stagionali
Squadre
- Maggior numero di vittorie: Manchester City (29)
- Minor numero di vittorie: Norwich City (5)
- Maggior numero di pareggi: Brighton e Crystal Palace (15)
- Minor numero di pareggi: Arsenal (3)
- Maggior numero di sconfitte: Watford (27)
- Minor numero di sconfitte: Liverpool (2)
- Miglior attacco: Manchester City (99 gol fatti)
- Peggior attacco: Norwich City (23 gol fatti)
- Miglior difesa: Liverpool e Manchester City (26 gol subiti)
- Peggior difesa: Norwich City (84 gol subiti)
- Miglior differenza reti: Manchester City (+73)
- Peggior differenza reti: Norwich City (-61)
- Miglior serie positiva: Liverpool (19, 19ª e 21ª-38ª giornata)
- Peggior serie negativa: Newcastle Utd (14, 1ª-14ª giornata)

Partite
- Partita con più gol: Manchester City-Leicester City 6-3 (9, 19ª giornata)
- Maggiore scarto di gol: Chelsea-Norwich City 7-0 (7, 9ª giornata) e Manchester City-Leeds Utd 7-0 (7, 17ª giornata)

### Individuali

#### Classifica marcatori
| Gol | Rigori |  | Giocatore         | Squadra         |
| --- | ------ |  | ----------------- | --------------- |
| 23  | 5      |  | Mohamed Salah     | Liverpool       |
| 23  |        |  | Son Heung-min     | Tottenham       |
| 18  | 3      |  | Cristiano Ronaldo | Manchester Utd  |
| 17  | 4      |  | Harry Kane        | Tottenham       |
| 16  |        |  | Sadio Mané        | Liverpool       |
| 15  |        |  | Kevin De Bruyne   | Manchester City |
| 15  |        |  | Diogo Jota        | Liverpool       |
| 15  |        |  | Jamie Vardy       | Leicester City  |
| 14  | 5      |  | Wilfried Zaha     | Crystal Palace  |
| 13  | 2      |  | Raheem Sterling   | Manchester City |
| 12  |        |  | Jarrod Bowen      | West Ham        |
| 12  |        |  | James Maddison    | Leicester City  |
| 12  | 5      |  | Ivan Toney        | Brentford       |
| 11  | 4      |  | Raphinha          | Leeds           |
| 11  | 4      |  | Riyad Mahrez      | Manchester City |
| 11  | 1      |  | Mason Mount       | Chelsea         |
| 11  | 3      |  | Teemu Pukki       | Norwich City    |
| 11  | 2      |  | Bukayo Saka       | Arsenal         |
| 11  | 1      |  | Ollie Watkins     | Aston Villa     |